# Tanout
Tanout este o comună urbană din departamentul Tanout, regiunea Zinder, Niger, cu o populație de 95.626 de locuitori (2001).